# Куфічний почерк

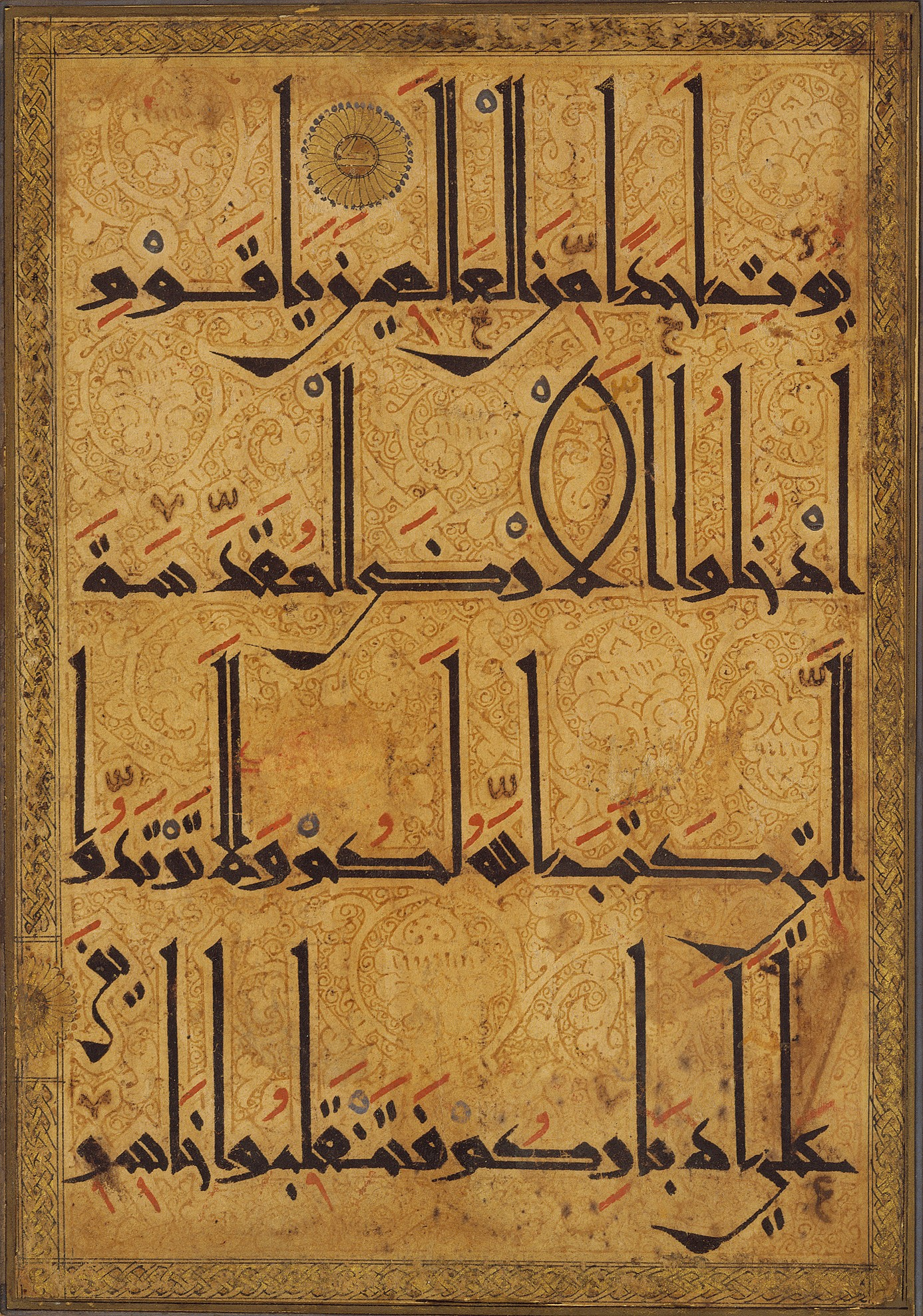
Текст Корану записаний куфічним почерком

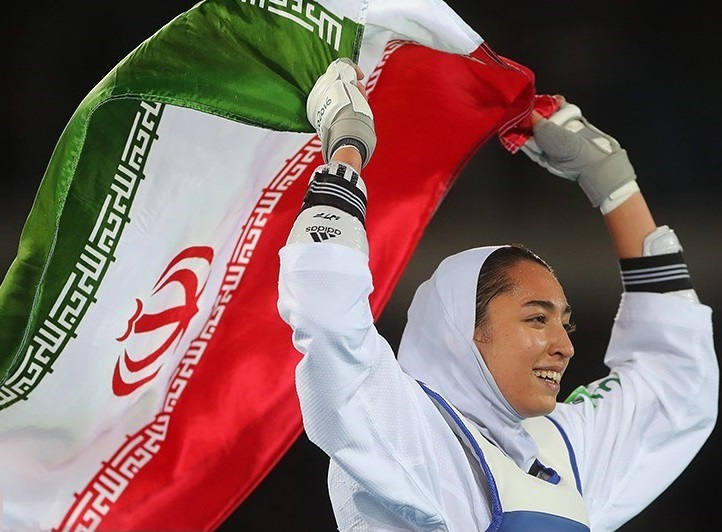
Куфічний текст «Аллагу Акбар» на прапорі Ірану

Куфічний почерк — стиль ісламської каліграфії, що використовувався ранніми мусульманами для запису Корану. Його також широко використовували для написів на могильних каменях, копійках та декору стін.

## Назва
Назва куфічний походить від міста Куфа в Іраці.

## Історія
Найдавніші збережені приклади куфійського почерку походять з VIII–X ст. Пізніше розвинувся квітковий, переплетений, квадратний стилі куфійського почерку. Вийшов з широкого вжитку в XII ст, проте ще досі використовується для декорування.

## На прапорах
- На прапорі Ірану 22 рази написано «Аллагу Акбар» геометричними куфічними літерами.
- На прапорі Іраку написано «Аллагу Акбар» куфічним почерком.

## Цікаві факти
Через високу декоративність куфічного почерку, його часто не розрізняють як письмо. Так наприклад відомі такі курйозні ситуації, коли написи з Корану були написані на шоломах царів Московського царства. Наприклад на шоломі Михайла I Романова було написано 13 вірш 61 сури «Ще й інше, що миле вам — допомога від Аллаха та близька перемога; тож сповісти віруючим добру звістку!».

## Галерея

Сторінка КорануСторінка Корану
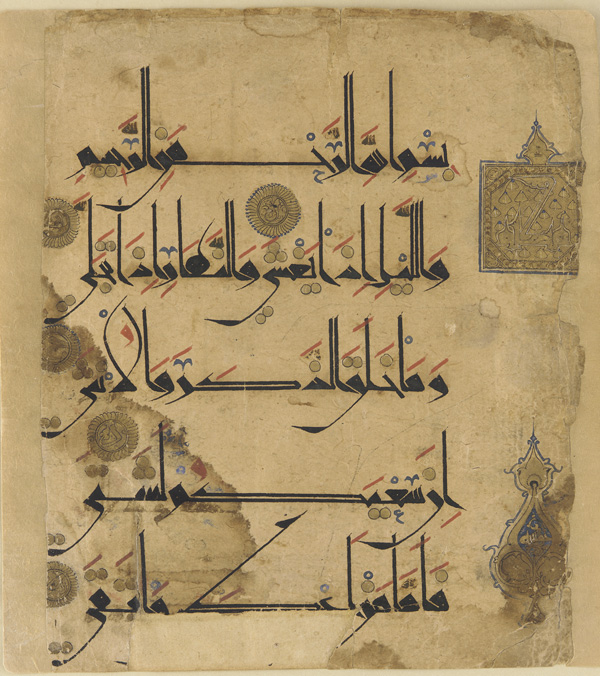
Сторінка Корану XI ст з Ірану
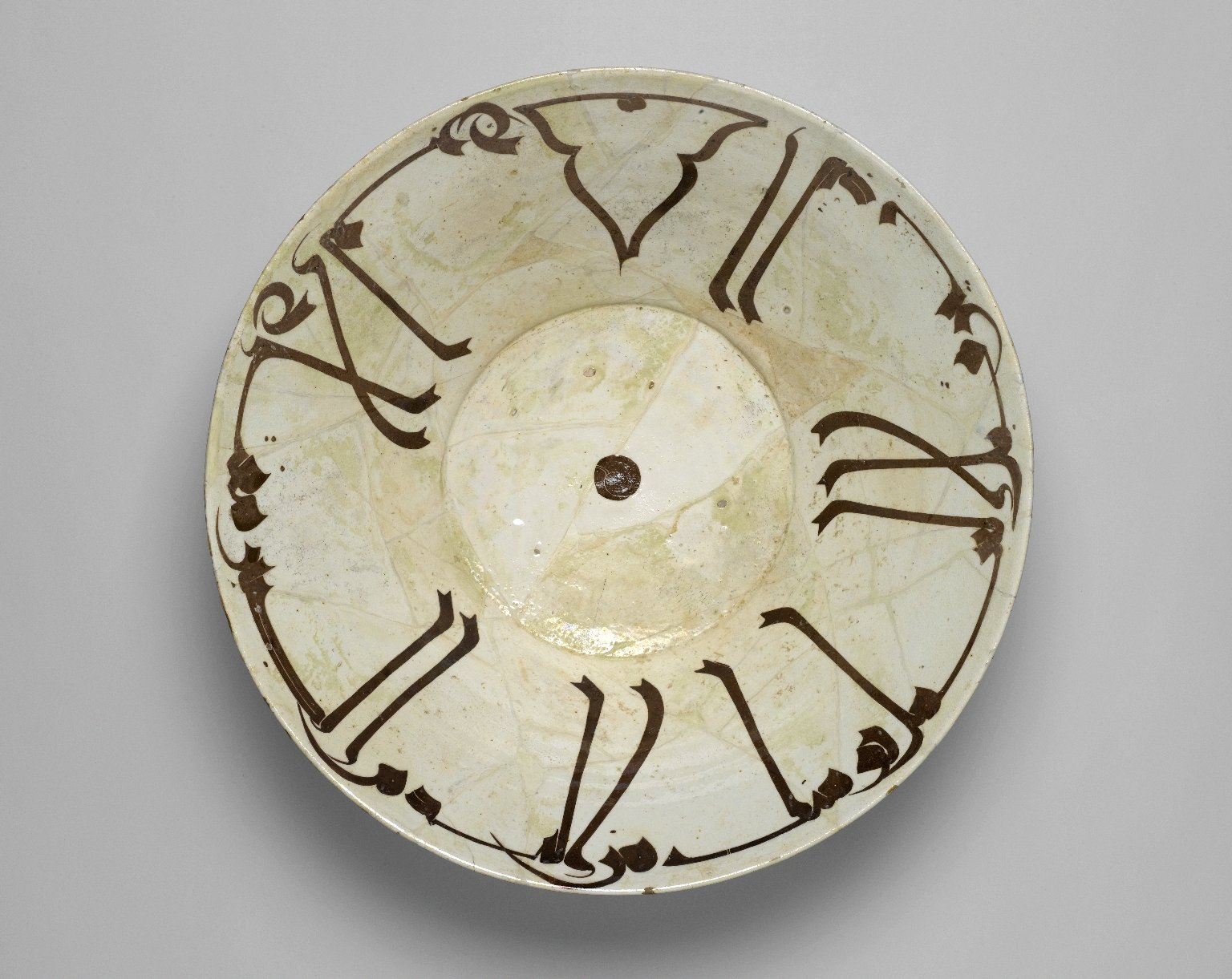
Тарілка з написом «Планування перед роботою уберігає від жалю. Терпіння — ключ до комфорту».
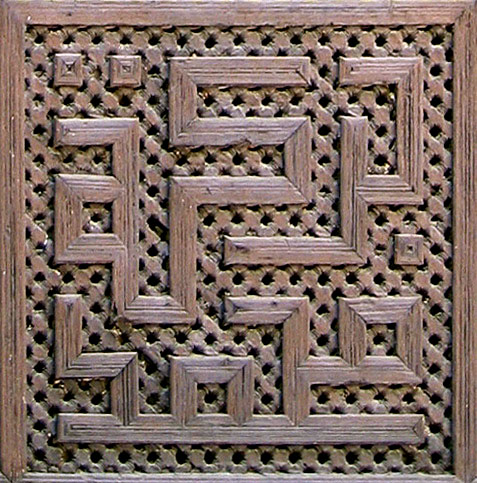
Напис «Будь благословенний Мухаммед»
Чотири слова «Муххамед»